# Тарас (Сеньків)
Тара́с Се́ньків (нар. 3 липня 1960, Білобожниця Чортківського району Тернопільської області) — єпископ Української греко-католицької церкви, єпарх Стрийської єпархії УГКЦ.

## Життєпис
У 1977 році вступив у підпільну греко-католицьку семінарію. 28 травня 1982 року прийняв ієрейські свячення з рук владики Павла Василика. У 1982—1989 роках, як підпільний священник, душпастирював на території Івано-Франківської єпархії. У 1989—1992 роках був настоятелем парафії у м. Чортків та очолював Чортківський деканат. Одночасно виконував обов'язки пароха міст Заліщики та Чернівці.
Повний теологічний курс пройшов в архієпископській семінарії м. Оломоуц (Чехія) на факультеті університету «Палацького» та здобув ступінь ліценціату з богослов'я. Був духівником Івано-Франківської Богословської академії (вересень — грудень 2000 року) та Синкелом у справах душпастирства та формації священиків (січень 2001 — лютий 2002 років). 15 лютого 2002 року вступив до Чину Найменших братів Святого Франциска з Паоли («Мінімі»). До 2004 року перебував у монастирі управи Чину в Італії. Від 2006 року викладав пасторальне богослов'я в Івано-Франківській Богословській академії.
22 травня 2008 року офіційно проголошений єпископом-помічником Стрийської єпархії УГКЦ, титулярним єпископом Сицценни (лат. Siccenna).
20 січня 2010 року Папа Римський Бенедикт XVI призначив єпископа Тараса Сеньківа апостольським адміністратором ad nutum Sanctae Sedis Стрийської єпархії у зв'язку з поганим станом здоров'я єпископа Юліана Ґбура.
2 квітня 2014 року Папа Римський Франциск, взявши до уваги рішення Синоду Єпископів УГКЦ, дав свою згоду на канонічне обрання Синодом Єпископів владики Тараса (Сеньківа) на Єпарха Стрийського УГКЦ (припиняє виконувати обов'язки Апостольського адміністратора цієї єпархії).